# Тензор
Тензор (грч. tensio што значи напрезање) је вектор одређеног векторског простора и као математичка структура представља уопштење вектора. Тензорске величине су физичке величине чија вредност зависи и од координате. Оне се математички представљају матрицом.
Тензор је физичка величина која је повезана са еластичним, деформабилним особинама супстанци. Тензорским величинама се описују векторске величине у анизотропној средини, као што је средина код некубичних кристала. Тензорске величине су момент инерције, топлотна проводљивост, електрична проводљивост, дифузиони коефицијент, индекс преламања и друге.
Тензорски рачун је област математике у којој се проучавају тензори и операције с њима. Тензорски рачун обухвата тензорску алгебру и тензорску анализу. Примењује се у геометрији, теоријској физици, механици и примењеној механици. Због своје просте симболике ушао је као апарат у низ савремених техничких дисциплина.
Тулио Леви-Кивит и Грегорио Ричи-Курбастро популаризовали су тензоре 1900. године – настављајући ранији рад Бернхарда Римана и Елвина Бруна Кристофела и других – као део апсолутног диференцијалног рачуна. Концепт је омогућио алтернативну формулацију унутрашње диференцијалне геометрије многострукости у облику тензора Риманове закривљености.

## Дефиниција
Формална дефиниција:
Тензор {\displaystyle (m,n)} у векторском простору {\displaystyle V} над пољем {\displaystyle F} је линеарно пресликавање {\displaystyle V\otimes ...\otimes V\otimes V^{*}\otimes ...\otimes V^{*}\longmapsto F} које за домен узима производ векторског простора {\displaystyle V} {\displaystyle m} пута и {\displaystyle n} пута производ његовог дуалног векторског простора {\displaystyle V^{*}}. Простор свих тензора степена {\displaystyle (m,n)} је {\displaystyle T_{n}^{m}(V)}.
Дефиниција тензора при трансформацији полилинеарног функционала из једног у други базис.
Тензор {\displaystyle (p,q)} је полилинеарни функционал {\displaystyle \sum _{k,m,...}\sum _{t,u,...}\tau _{i}^{k}\tau _{j}^{m}\dots \sigma _{t}^{r}\sigma _{u}^{s}\dots a_{km...}^{tu...}} задат системом од {\displaystyle n^{p+q}} бројева, где су {\displaystyle \tau _{j}^{i}} и {\displaystyle \sigma _{j}^{i}} елементи матрица преласка {\displaystyle \mathbb {S} } и {\displaystyle \mathbb {T} } из биортогоналних базиса у нове базисе под условом да важи {\displaystyle \mathbb {S} ={\mathbb {T} }^{-1}}.

## Генерализације

### Тензорски производи векторских простора
Векторски простори тензорског производа не морају бити исти, а понекад се елементи таквог општијег тензорског производа називају „тензори“. На пример, елемент простора тензорског производа V ⊗ W је „тензор” другог реда у овом општијем смислу, а тензор реда-d се такође може дефинисати као елемент тензорског производа од d различитих векторских простора. Тензор типа (n, m), у смислу претходно дефинисаног, је такође тензор реда n + m у овом општијем смислу. Концепт тензорског производа може се проширити на произвољне модуле преко прстена.

## Историјски преглед
Реч тензор је 1846. године увео Вилијам Роуан Хамилтон и њиме је описао норму операције у Клифордовој алгебри.
Концепти касније тензорске анализе произашли су из рада Карла Фридриха Гауса у диференцијалној геометрији, а на формулацију је у великој мери утицала теорија алгебарских облика и инваријанти развијена средином деветнаестог века. Саму реч „тензор”" увео је 1846. године Вилијам Рован Хамилтон да би описао нешто другачије од онога што се сада подразумева под тензором. Савремену употребу је увео Волдемар Војт 1898. године.
Тензорски рачун је око 1890. развио Грегорио Ричи-Курбастро под називом апсолутни диференцијални рачун, а првобитно га је представио Ричи-Курбастро 1892. године. Многим математичарима је постао доступан објављивањем класичног текста Ричи-Курбастра и Тулио Леви-Кивита из 1900. године с насловом Méthodes de calcul différentiel absolu et leurs applications (Методе апсолутног диференцијалног рачуна и њихове примене).
У 20. веку, ова тема је постала позната као тензорска анализа, а остварила је шире прихватање увођењем Ајнштајнове теорије опште релативности, око 1915. Општа теорија релативности је у потпуности формулисана језиком тензора. Ајнштајн је о њима, уз потешкоће, сазнао од геометра Марсела Гросмана. Леви-Кивит је затим покренуо преписку са Ајнштајном како би кориговао грешке које је Ајнштајн направио у коришћењу тензорске анализе. Кореспонденција је трајала током 1915–17, а карактерисало ју је узајамно поштовање:
Дивим се елеганцији вашег метода рачунања; мора да је лепо јахати кроз ова поља на коњу праве математике док се особе попут мене морају мукотрпно пробијати пешке.— Алберт Ајнштајн
Такође је утврђено да су тензори корисни у другим областима као што је механика континуума. Неки добро познати примери тензора у диференцијалној геометрији су квадратни облици као што су метрички тензори и Риманов тензор закривљености. Спољашња алгебра Хермана Грасмана, из средине деветнаестог века, је сама по себи тензорска теорија, и веома геометријска, али је прошло неко време пре него што је са теоријом диференцијалних форми виђена као природно уједињена са тензорским рачуном. Рад Ели Картана учинио је диференцијалне форме једном од основних врста тензора који се користе у математици.
Отприлике од 1920-их па надаље, схватило се да тензори играју основну улогу у алгебарској топологији (на пример у Кинетовој теореми). Сходно томе, постоје типови тензора са применом у многим гранама апстрактне алгебре, посебно у хомолошкој алгебри и теорији репрезентације. Мултилинеарна алгебра се може развити с већом генералности него што је то случај са скаларима који долазе из неког поља. На пример, скалари могу произаћи из прстена. Али теорија је тада мање геометријска, а прорачуни више технички и мање алгоритамски. Тензори су генерализовани у оквиру теорије категорија помоћу концепта моноидалне категорије, из 1960-их.

## Примери
- Тензор са са само једном компонентом је скалар и представља тензор ранга 0. Скалар је исти у свим базисима.